# Nagyházi Csaba
Nagyházi Csaba (Debrecen, 1944. május 20. – Budapest, 2012. január 21.) mérnök, műkereskedő, műgyűjtő, az 1984-ben alakult Nagyházi Galéria (később Aukciósház) tulajdonosa és vezetője, 1997-től haláláig a Magyar Műtárgy és Régiségkereskedők Országos Szövetségének elnöke.

## Tanulmányai, munkássága
Édesapja műgyűjtő volt, főleg numizmatikára specializálódott, de néprajzi tárgyak és ritkaságok is érdekeltek. Ennek ellenére fiát kezdetben nem érdekelte a régiségkereskedelem, műszaki pályára készült. 1962-ben érettségizett a Mechwart András Technikumban. A Budapesti Műszaki Egyetem villamosmérnöki karán végzett, közben a tokaji tévéállomáson technikusként dolgozott. Keresetének kiegészítéseként, de hobbiból is a korabeli hight-tech „tranzisztoros” rádiók és tévékészülékek javításával foglalkozott.
Az 1960-as évektől a magyar néprajz tárgyi emlékeinek rendszeresen felkutatásával és gyűjtésével foglalkozott, elsősorban Debrecen és Tokaj környékén. A budapesti műkereskedelemmel úgy került kapcsolatba, hogy édesapja kisebb megbízatásokkal a fővárosba küldte, ahol megismerkedett a BÁV által irányított állami műkereskedelem rendszerével, és néhány magánkereskedővel is. Érdeklődése fokozatosan fordult a régiségkereskedelem felé.
1978–1981 között szakmérnöki továbbképzésben vett részt, és a Magyar Posta Rádió- és Televízió Műszaki Igazgatóságán dolgozott villamosmérnökként.
1984-ben feladta mérnöki állását, és hivatásszerűen a műtárgy- és régiségkereskedelem felé fordult. Feleségével, Soóky Mariettával közösen ekkor alapította a Nagyházi Galériát a budapesti XII. kerületi Járőr utcában, nehezen kijárt külön engedéllyel. Az 1990-es években a gazdasági környezet megváltozott, a BÁV monopóliuma megszűnt, a kis bemutatóterem 1994-ben új helyre költözött, az V. kerületi Balaton utcába, ahol többszintes, 1500 m²-es galériát nyitottak meg, a vállalkozás tevékenységét az alapítók aukciós házzá bővítették. Az első műtárgy-árverést a londoni Sotheby’s aukciósház közreműködésével rendezték meg.

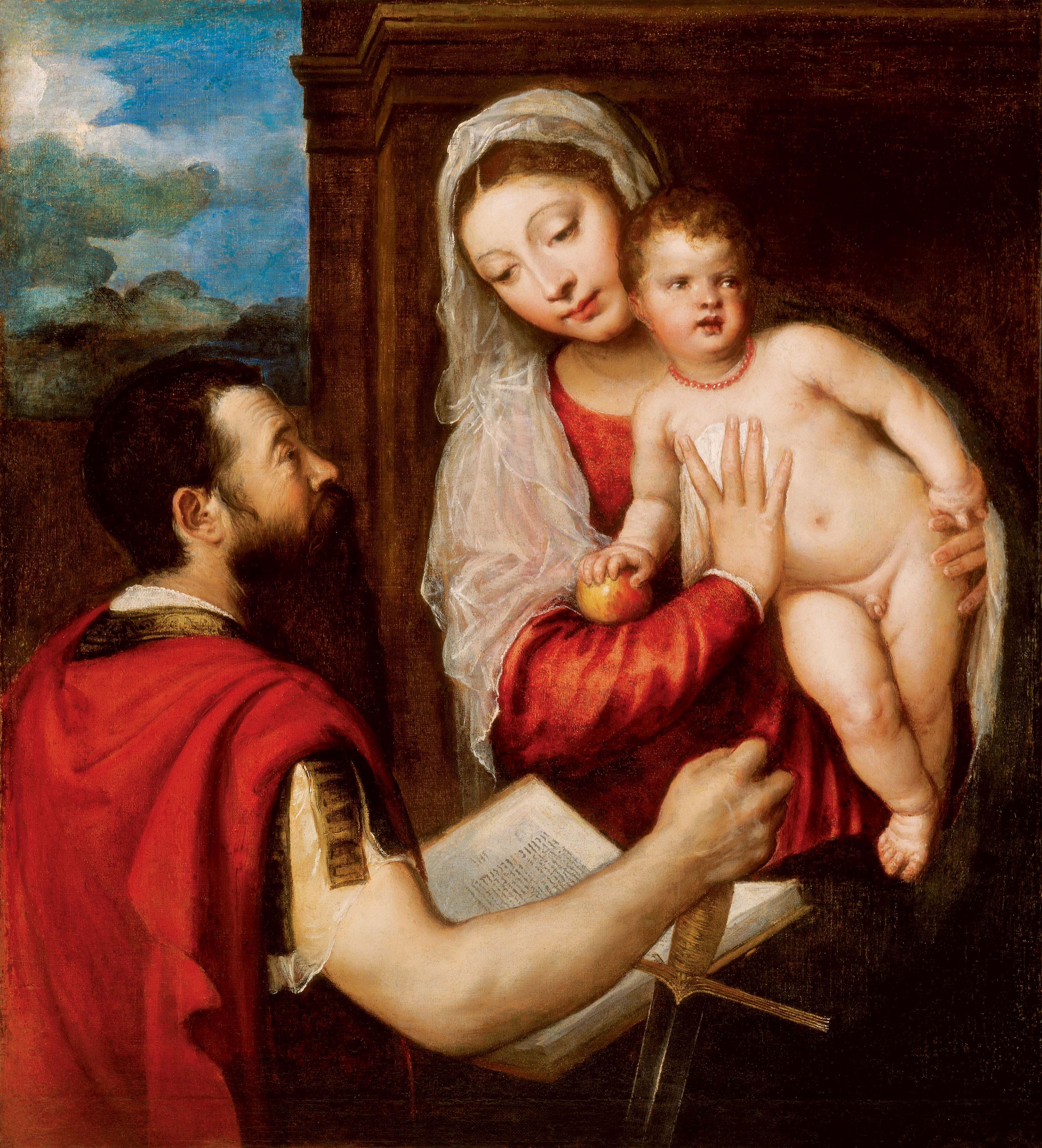
Tiziano: Mária gyermekével és Szent Pállal

A szakma már 1995-ben „Az év műkereskedőjévé” választotta. 1997-től haláláig a Magyar Műtárgy és Régiségkereskedők Országos Szövetségének elnöké tisztségét viselte. Az aukciósház jelentős kiállításokat is szervezett, 2003-ban komoly néprajzi gyűjteményt, majd Perlrott-Csaba Vilmos gyűjteményes kiállítását mutatták be.
Közreműködése révén már több külföldi és magyar mester festménye került budapesti múzeumokba, ahol állandó, vagy időszakos kiállításokon megtekinthetők. 2005-ben a Nagyházi Galéria aukcióján egy új Tiziano-festmény bukkant fel (Mária gyermekével és Szent Pállal). A nemzetközi feltűnést keltő esemény nyomán az tulajdonos a művet a budapesti Szépművészeti Múzeumban helyezte letétbe. 2007–2008-ban Tiziano szülővárosában, a venetói Pieve di Cadore városában és Belluno megyeszékhelyen is kiállították, ahol nemzetközi Tiziano-konferenciát is rendeztek. Ugyanebben az évben a Nagyházi Galéria Mátyás király 1458-as trónra lépésének fel 550. évfordulójára kiállítást rendezett, ahol az új Tiziano-művet is bemutatták a magyar közönségnek. Megvásárolta és felújította az alsóbogáti Festetics–Inkey-kastélyt.
2012-ben hunyt el hosszú betegség után, 68 éves korában. A budapesti Farkasréti temetőben nyugszik.